# 정한호
정한호(1970년 6월 4일 ~)은 대한민국의 전 축구 선수다. 조선대학교를 졸업했다.